# استن اندرسون
استن اندرسون (به انگلیسی: Stan Anderson) زادهٔ ۲۷ فوریه ۱۹۳۳ بازیکن فوتبال اهل انگلستان و عضو تیم ملی فوتبال انگلستان است. وی در تاریخ ۴ آوریل ۱۹۶۲ نخستین بازی ملی خود را در مقابل تیم ملی فوتبال اتریش انجام داد و با حضور در ۲ بازی ملی، در تاریخ ۱۴ آوریل ۱۹۶۲ واپسین بازی ملی‌اش را در برابر تیم ملی فوتبال اسکاتلند برگزار کرد.